# مقاطعة ستافورد (فيرجينيا)
 مقاطعة ستافورد  (بالإنجليزية:  Stafford County)‏ هي إحدى المقاطعات في ولاية فيرجينيا في الولايات المتحدة الأمريكية.

## أعلام
- ريتشارد برينت
- بنجامين إدواردز
- جون لي برات
- ستيفنز تومسون ماسون
- دانييل سميث
- جون إم. واشنطن